# Konstantin Wiktorowitsch Russakow
Konstantin Wiktorowitsch Russakow (russisch Константин Викторович Русаков; * 18. Dezemberjul. / 31. Dezember 1909greg. in Toropez, Großfürstentum Twer; † 29. Dezember 1993 in Moskau) war ein sowjetischer Diplomat und Politiker der KPdSU, der unter anderem zwischen 1950 und 1952 Fischereiminister sowie von 1977 bis 1986 Mitglied des Sekretariats des ZK der KPdSU war.

## Leben

### Fischereiminister, Botschafter und ZK-Sekretär
Russakow erwarb 1930 einen Abschluss am Polytechnischen Institut „Michail Iwanowitsch Kalinin“ in Leningrad und begann danach 1930 eine Tätigkeit beim Obersten Rat für Volkswirtschaft sowie 1932 bei dem daraus hervorgegangenen Volkskommissariat für Schwerindustrie. Danach war er zwischen 1933 und 1939 Chefingenieur einer Fleischkonservenfabrik in Leningrad und zuletzt einer Futtermittelfabrik in Irkutsk, ehe er von 1939 bis 1946 Mitarbeiter im neu geschaffenen Volkskommissariat für die Fischereiindustrie wurde. 1943 wurde er Mitglied der Kommunistischen Partei der Sowjetunion (KPdSU). Er fungierte zwischen 1946 und 1948 als Vize-Minister für die Fischereiindustrie und war als solcher für die westlichen Regionen der Sowjetunion zuständig. Nachdem er von 1948 bis zum 6. Februar 1950 Vize-Fischereiminister war, übernahm er am 6. Februar 1950 von Alexander Akimowitsch Ischkow den Posten als Fischereiminister der Sowjetunion (министр рыбной промышленности СССР), den er bis zu seiner Ablösung durch Dmitri Wassiljewitsch Pawlow am 20. Februar 1952 innehatte.
Im Anschluss fungierte Russakow zwischen dem 20. Februar 1952 und 1953 erst wieder als Vize-Fischereiminister und anschließend von 1953 bis 1954 als Leiter der Verwaltungsabteilung des Zentralkomitees (ZK) der KPdSU, ehe er zwischen 1955 und 1956 abermals Vize-Fischereiminister war. Daraufhin bekleidete er von 1956 bis 1957 den Posten als Erster Vizeminister für die Fischereiindustrie sowie im Anschluss zwischen 1958 und 1960 als Botschaftsrat an der Botschaft in der Volksrepublik Polen. Daraufhin war er von 1960 bis Februar 1962 Mitarbeiter des ZK sowie zwischen dem 14. Februar 1962 und dem 21. November 1963 Außerordentlicher und bevollmächtigter Botschafter der UdSSR in der Mongolischen Volksrepublik und überreichte dort am 23. Februar 1962 sein Akkreditierungsschreiben. Nach seiner Rückkehr war er von 1964 bis Oktober 1965 zunächst Stellvertretender Leiter sowie im Anschluss zwischen Oktober 1965 und März 1968 Erster Stellvertretender Leiter der ZK-Abteilung für die Beziehungen zu den Kommunistischen und Arbeiterparteien in den sozialistischen Ländern.
Daraufhin gehörte Russakow nach dem XXIII. Parteitag (29. März bis 8. April 1966) bis zum XXIV. Parteitag (30. März bis 9. April 1971) als Mitglied der Zentralen Revisionskommission der KPdSU an und war zugleich zwischen März 1968 und 1972 Leiter der ZK-Abteilung für die Beziehungen zu den Kommunistischen und Arbeiterparteien in den sozialistischen Ländern. Auf dem XXIV. Parteitag (30. März bis 9. April 1971) wurde er schließlich Mitglied des ZK der KPdSU und in dieser Funktion auf dem XXV. Parteitag (24. Februar bis 5. März 1976) sowie dem XXVI. Parteitag (23. Februar bis 3. März 1981) bestätigt. Während dieser Zeit war er von 1972 bis zum 24. Mai 1977 Mitarbeiter des Generalsekretärs des ZK der KPdSU Leonid Iljitsch Breschnew. Am 24. Mai 1977 wurde er selbst Mitglied des Sekretariats des ZK der KPdSU und gehörte diesem Gremium bis zum 25. Februar 1986 an. Des Weiteren fungierte er von Mai 1977 bis Februar 1986 erneut als Leiter der ZK-Abteilung für die Beziehungen zu den Kommunistischen und Arbeiterparteien in den sozialistischen Ländern. Im Februar 1986 trat er in den Ruhestand.

### Auszeichnungen
Für seine Verdienste wurde Russakow mehrmals ausgezeichnet und erhielt unter anderem das Ehrenzeichen der Sowjetunion (23. August 1943 sowie 11. Januar 1960), den Leninorden (31. Dezember 1966, 31. Dezember 1969, 29. Dezember 1979 und 29. Dezember 1984), den Orden Georgi Dimitroff der Volksrepublik Bulgarien (30. Oktober 1979), den Titel Held der sozialistischen Arbeit (29. Dezember 1979) sowie zuletzt den Orden des Vaterländischen Krieges I. Klasse (23. April 1985).

## Weblink
- Biografie im Handbuch der Geschichte der Kommunistischen Partei und der Sowjetunion 1898–1991 (russisch)

| Personendaten    | Personendaten                             |
| ---------------- | ----------------------------------------- |
| NAME             | Russakow, Konstantin Wiktorowitsch        |
| ALTERNATIVNAMEN  | Русаков, Константин Викторович (russisch) |
| KURZBESCHREIBUNG | sowjetischer Politiker                    |
| GEBURTSDATUM     | 31. Dezember 1909                         |
| GEBURTSORT       | Toropez, Großfürstentum Twer              |
| STERBEDATUM      | 29. Dezember 1993                         |
| STERBEORT        | Moskau                                    |